# 大正處女御伽話
《大正處女御伽話》（日語：昭和オトメ御伽話）是由桐丘紗奈（桐丘さな）所創作的日本漫畫，連載於漫畫雜誌《Jump Square》2015年8月號至2017年10月號。正傳漫畫連載完結後，後傳《昭和處女御伽話》於2018年8月21日開始連載至2020年5月12日完結。外傳《大正處女御伽話-厭世家之食桌-》（大正処女御伽話-厭世家（ペシミスト）ノ食卓-）于2021年7月23日至2021年12月31日連載於集英社少年Jump+。改編電視動畫於2021年10月8日至12月24日播映。
本作在2017年下一部人氣漫畫大賞入圍紙本漫畫類別排行榜第7名。

## 劇情概要
《大正處女御伽話》故事背景建立在大正時代，志磨家的次子志磨珠彥因為車禍失去了母親透子和右手機能，還有父親珠義的期待，被拋棄在別墅等待命終時，邂逅了父親買給他作為未婚妻的少女立花夕月，珠彥受夕月的包容照顧，開始重新感受愛與溫暖，雙方日久生情之際開始面對來自志磨家的考驗。珠彥和夕月不但陸續和珠彥的妹妹珠子、珠彥名義上的弟弟（實為堂弟）化解隔閡，和女演員白鳥瞳子的雙胞胎兒女白鳥策、白鳥小鳥成為朋友，還得面對居心險惡的異母姊珠代、固執己見的珠義的妨礙。珠彥毅然選擇脫離原生家庭和夕月結婚，親自拜訪夕月的雙親獲得認可，入贅更改姓氏為「立花」，珠彥和夕月獲得支持他們的親友們祝福和協助補辦婚禮。
後傳《昭和處女御伽話》的故事時間點則是昭和時期，因為父親再娶飽受繼母和繼弟欺負的貴族千金黑咲常世，和自幼與祖父生活的青梅竹馬志磨仁太郎受彼此相近的境遇吸引和扶持對方，待雙方分離三年後再相遇時，仁太郎卻變成和過往截然不同的性格。仁太郎和常世經歷了擔任仁太郎撫養者珠代的惡意、常世繼母的妨礙、來自包含珠彥和夕月在內的親朋好友與貴人們幫助、常世罹患肺結核等事件，屢次度過難關。珠代被珠彥與珠子聯合舉發涵蓋迫害仁太郎和常世等罪行，前往法庭受審期間死於肺結核，仁太郎和常世更透過策和珠子協助舉辦婚禮成為夫妻，但是仁太郎受政府徵召前往參與第二次世界大戰，委託成為夫妻的策和珠子負責照應常世。最終仁太郎以傷殘狀從戰場歸來和常世重逢，兩者經由策和珠子的輔導適應新生活。

## 登場角色

### 《大正處女御伽話》登場角色

#### 主角
志磨珠彥（聲：小林裕介、山根綺（5歲））
本傳男主角。志磨家的次子，和珠子是同母兄妹。個性溫柔善良。雖不擅繪畫但會設計簽名，喜好讀書，討厭南瓜。有輕度近視。因為一場車禍導致母親喪生，自己的右手也跟著喪失知覺，還被父親珠義拋棄在家族別墅準備等死，從此性情變得悲觀消極。後來經由父親安排和賣身至志磨家的少女立花夕月許訂婚約，受夕月影響逐漸敞開心房兼日久生情，同時開始正視家族裡的問題。經歷連串考驗後為了守護兩人的戀情脫離原生家庭和夕月結婚，入贅更改姓氏為「立花」，擔任神戶的小學教師。透過親友們的幫助補辦婚禮。
在《昭和處女御伽話》期間陪同珠子前往警察局舉發姊姊珠代的罪行，和夕月育有長子立花月彥、次子立花春希和女兒立花珠實。一家人在第二次世界大戰過後從岩手搬回神戶生活。
立花夕月（聲：會澤紗彌）
又譯作立花柚子。本傳女主角。和珠彥締結婚約的少女。岩手縣出身。因為自身的頭髮過於茂密捲曲，平常習慣將長髮束成辮子，同時為自己的巨乳身材感到煩惱。個性溫和友善和開朗，無論料理和家務都相當拿手，有著和外貌不符的力量。家族除了父母，還有位因為被老鼠咬傷染病早夭的姐姐與後來出生的弟弟。原本在女校求學，但在家裡受親戚欠債波及沒落後，為償債而瞞著父母賣身至志磨家，經由珠彥的父親珠義安排和珠彥成為未婚夫妻。後來和珠彥日久生情，面對連串志磨家的考驗，最終如願和珠彥結婚成為夫妻，透過親友們的幫助補辦婚禮。
在《昭和處女御伽話》期間成為社區的家務老師，指導黑咲常世的家務技巧和莉澤的西式裁縫術，和珠彥育有長子立花月彥、次子立花春希和女兒立花珠實。一家人在第二次世界大戰過後從岩手搬回神戶生活。

#### 志磨家
志磨珠義（聲：咲野俊介）
志磨家家主，珠彥及其手足們的父親。為人冷酷，重視金錢、權力和地位，對於被他視為失去作用的孩子會毫不留情的拋棄對方。兒時在七兄弟裡排行長兄，過去經歷饑荒的貧困，察覺父母為保命而不惜拋棄孩子的自私心態，加著青梅竹馬小雪為了錢嫁給大鋪子老闆的事件，導致個性變得不近人情，致力將家族扶持成巨大的財團。與么弟珠介有過情感糾紛。後由於珠彥決定離開家族和夕月結婚，父子倆交心期間開始反思畢生的作為，感嘆自己若能遇到不同的人們也許會有不同的未來。
在《昭和處女御伽話》期間已不在人世。
志磨透子（聲：森千晃）
志磨珠義的妻子，珠彥和珠子的母親，同時是珠央在志磨家唯一願意親近的家庭成員。原本是曲直部珠介（當時還叫志磨珠介）的戀人，但被志磨珠義奪走成為其妻，導致珠介決定離開志磨家。後來為了替珠彥慶生而發生車禍過世，成為珠央對珠彥抱持敵意的導火線。番外《大正處女御伽話-厭世家之食桌-》第5話補述生前曾任鋼琴老師。
曲直部珠介/志磨珠介（聲：羽多野涉）
志磨珠義的么弟，珠彥和珠子的叔父，志磨珠央的生父。過去和透子相戀，但被珠義搶走心愛的女人而結下心結，放棄了志磨的姓入贅了曲直部家在神戶擔任醫生，但由於妻子十和子無法生育導致夫妻倆膝下無子。後來成為策和珠子的醫術啟蒙者，與十和子收養離開志磨家的珠子。
在《昭和處女御伽話》期間於第二次世界大戰落幕後，透過電話和珠子連絡，告知珠央和珠彥一家平安歸來的消息。番外《大正處女御伽話-厭世家之食桌-》第7話補述喜歡甜食。
曲直部十和子
志摩珠介的妻子，珠彥和珠子的嬸嬸，透過招贅婚和珠介結婚。個性溫柔善良。後來在下午茶會期間和珠子和好，夫妻倆收養珠子做為自家養女。
番外《大正處女御伽話-厭世家之食桌-》第7話補述在珠介的診所擔任醫生，主要醫治指定女性醫生看診的女性病患，因為願意耐心聆聽病患的煩惱，受病患敬重與信任。喜歡長崎蛋糕。
志磨珠樹（聲：今井文也）
志磨家的長子，珠彥和珠子的兄長。出於身為長子的責任，為父親和家族忙碌。在關東大地震身受重傷，最終於療養期間逝世，得年24歲。珠彥在參加其葬禮後，曾在搭乘回程電車的途中夢見珠樹。後於《昭和處女御伽話》被揭露死因為遭珠代投毒所致。
志磨珠代（聲：喜多村英梨）
本系列作的核心反派角色。志磨家的長女，珠彥和珠子的異母姊姊，外型雍容亮麗，實則腹黑殘忍，為達目的不擇手段。忠於志磨家，9歲時初次犯下殺人罪行，13歲時遭逢意外失去生育能力，是投毒殺害珠樹的罪魁禍首，數度干預珠彥和夕月的戀情。在珠樹過世，珠彥、珠央和珠子脫離志磨家後，成為下一代志磨家主。在番外漫畫透露其廚藝極其差勁。
在《昭和處女御伽話》期間透露隨著父親珠義過世，珠代成為志磨財閥繼承者兼主角志磨仁太郎的撫養者，不僅殺死了為仁太郎傳信的誠二，數度迫害仁太郎和黑咲常世，更不惜要讓常世和已故的兄長珠樹冥婚。後來為了迫害仁太郎和常世而縱火燒毀志磨電影院，被警察當成案件關鍵人物偵訊期間試圖讓自己脫罪，被透過珠彥陪同攜帶證據報案的珠子舉發罪行並煽打耳光後仍毫無悔意，最終於昭和七年十二月前往法庭受審期間罹患肺結核，咳血病死前坦承自己投毒殺害珠樹的事實，死後被報章媒體報導作「昭和蛇婦」。事後仁太郎認為盡管因為珠代的影響發生了各種事情，但正是成為珠代的養子才能和常世締結良緣。
志磨珠央/曲直部珠央（聲：山谷祥生）
志磨家的三子，和其他兄弟姐妹沒有血緣關係，其實是曲直部珠介的兒子和珠彥的堂弟。被珠子稱為「珠央哥」。因為在志磨家唯一重視的親人透子為了替珠彥慶生而發生車禍逝世，認為珠彥是奪走透子的罪魁禍首而懷恨在心。後來和珠彥言歸於好，見證珠彥和志磨家斷絕關係和立下借據的宣言，放棄志磨家的姓氏改姓曲直部，在珠子的15歲生日宴會向珠介及後者妻子表示自己會繼承醫院。
在《昭和處女御伽話》期間渡過第二次世界大戰，於戰爭落幕後平安歸來。番外《大正處女御伽話-厭世家之食桌-》補述擅長料理。
志磨珠子/曲直部珠子/白鳥珠子（聲：宮本侑芽）
志磨家的么女，珠彥的親妹妹。和白鳥策是歡喜冤家。初登場時給人發言辛辣毒舌的冷漠印象，但其實為人正直精明能幹和傲嬌，內在有著柔軟脆弱和怕黑怕及打雷的一面。相當討厭珠代。起先因為原生家庭的教育影響，不信任「無私付出」的想法，但由於連串事件影響開始反思和培養出為他人奉獻的心。因為在女校被排擠而離家出走，受夕月的溫柔包容感動，決意幫助珠彥為夕月求醫，受此影響決定和叔父曲直部珠介習醫。後來被珠介及其妻子十和子收養，改從養父母的姓氏「曲直部」。
在《昭和處女御伽話》得知志磨仁太郎和黑咲常世的境遇，持續幫助兩者度過難關，和白鳥策成為情侶關係。後期透過珠彥陪同舉發姊姊珠代的罪行，受仁太郎委託協助照顧常世，正式成為醫生和白鳥策結婚，改從夫姓「白鳥」協助丈夫的醫療工作。在第二次世界大戰結束後輔導常世和戰後歸來的仁太郎適應生活。

#### 其他角色
渥美綾（聲：安濟知佳）
居住珠彥所在的別墅山腳下村子的少女。喜歡惡作劇，容易遇見和遭大叔糾纏。自幼家境貧窮，母親隨外遇對象離開，父親亦和其他女性有染，隨著母親早逝，需要代替酗酒的父親（聲：木內秀信）養家和照顧三名弟弟，受父親影響養成順手牽羊的不良習慣。16歲時被父親賣給一名男子準備進行性交易，顧及家境問題準備放棄抵抗時，因為弟弟綾太郎出面解危和扔回男子贈送的財物而脫險。和珠彥與夕月相處的過程中，對珠彥產生好感，但礙於自己的家世和品德而產生自卑感，後來經由珠彥開導決心追求屬於自己的幸福，接受綾太郎僱主家的少爺追求，最終和該名少爺結婚成為大鋪子的老闆娘，懷上少爺的孩子出席珠彥和夕月的婚禮。
渥美綾太郎（聲：三村有己）
綾的弟弟。不擅算數。在父親將綾賣給一名男子準備進行性交易時，出面扔回男子贈送的財物和趕走對方。小學畢業後在東京的大鋪子工作。
夕月的父親
本名不詳。和妻子為了夕月不告而別一事膽到擔憂和後悔。後來夫妻倆會晤返鄉晤談的夕月和珠彥，理解夕月離家賣身至志磨家後的遭遇，決定接納珠彥成為自己的女婿。
夕月的母親（聲：恆松步）
本名不詳。容貌和夕月相仿，和丈夫為了夕月不告而別一事膽到擔憂和後悔，在夕月離鄉期間懷上男胎。後來夫妻倆會晤返鄉晤談的夕月和珠彥，理解夕月離家賣身至志磨家後的遭遇，為夕月能遇上值得託付的對象感到欣慰，決定接納珠彥成為自己的女婿。
美鳥（聲：鈴代紗弓）
夕月在女校求學期間的朋友。在夕月輟學後仍和她保持書信連絡。
白鳥策（聲：土岐隼一、鈴代紗弓（9歲））
女演員白鳥瞳子的兒子，小鳥的雙胞胎兄長，同時是珠子的歡喜冤家。個性天然呆且自戀，但為人慷慨。家境富有，兒時原本喜歡音樂且擅長吉他，但由於生了一場大病導致音樂程度於落後妹妹，在心懷忌妒和灰心的狀態放棄了夢想，連帶讓兄妹關係陷入僵局。原本曾就讀第三高等學校（現京都大學的其中一個前身），和小鳥轉學至私立歌枕高等學校，主動關懷被排擠的珠彥而成為朋友。後來經由珠彥的開導解開心結修復兄妹關係，協助曲直部珠介處理診所事務的過程中受其賞識，加著兒時患病的經歷，決定返回京都申請復讀第三高等學校和立定從醫志向。在出席珠子的15歲生日宴會期間脫口向她求婚，結果被誤認成酒後戲言。
在《昭和處女御伽話》成為見習醫生，和珠子成為情侶關係。後來受仁太郎委託協助照顧常世，正式成為醫生和珠子結婚，夫妻倆共同從醫。在第二次世界大戰結束後輔導常世和戰後歸來的仁太郎適應生活。
白鳥小鳥（聲：伊藤彩沙）
女演員白鳥瞳子的女兒兼歌手，策的雙胞胎妹妹。個性開朗溫和，因為擁有出色的音樂才華而被視為偶像，此外也在少女雜誌擁有自己開設的戀愛諮詢欄目。兒時在海外度過童年，受策的啟蒙開始接觸音樂，但由於策在病癒後結下的心結導致雙方關係緊張。後來和策從第三高等學校轉學至私立歌枕高等學校，經由珠彥和夕月的協助令兄妹和好，成為珠彥和夕月的朋友。發生大地震後主動舉辦義演撫慰人心，也在偕同策、珠子駐留神戶醫院期間為病患打氣獻唱。
在《昭和處女御伽話》中已經擁有了自己的電台節目，內容以彈唱世界名曲為主。
小雪（ゆき）
珠義兒時的青梅竹馬。少數願意對珠義釋出關懷的人們，後為了金錢離開珠義，嫁給大鋪子老闆。
太
番外《大正處女御伽話-厭世家之食桌-》登場。珠彥擔任教師時期指導的男孩，因為想要學畫圖特地請教珠彥，後形容珠彥的畫作「帶給人們歡笑」。
麗美
番外《大正處女御伽話-厭世家之食桌-》登場。珠彥擔任教師時期指導的女孩，家裡經營供奉安產神明的神社。因為母親逝世，為修復母親生前贈與的白鳥瞳子的玩偶，登門請求夕月協助。嘗過夕月製作的柚子羹後，回憶起母親生前的面容，感謝夕月協助兼邀請珠彥前來自家神社參拜。
梅子、菊乃
番外《大正處女御伽話-厭世家之食桌-》登場。珠子在女校的朋友。
布留川老師
番外《大正處女御伽話-厭世家之食桌-》登場。夕月在女子學校求學時期的老師，為人和藹親切，傳授許多料理技巧給夕月。

### 《昭和處女御伽話》登場角色

#### 主角
志磨仁太郎 / 黑咲仁太郎（しま じんたろう / くろさき じんたろう）
《昭和處女御伽話》的男主角。志磨電影院經營者的孫子，珠子的外甥。兒時被父母交由祖父照顧，與境遇相似的黑咲常世結下不解之緣，因為替被繼母欺負的常世出頭而剪斷了常世繼母的頭髮，被迫和常世分離成為珠代的養子。察覺了珠代的險惡決定外出至神戶發展，歷經多重磨難後，捨棄志磨的姓氏和常世結為夫妻，但因為第二次世界大戰爆發受政府徵召從軍，委託策和珠子在這段期間照顧常世。後來在戰爭期間失去左眼和左手，同時出現創傷後壓力症候群。最終在戰爭結束後歸來，和常世透過策和珠子的協助展開新生活。
黑咲常世（くろさき とこよ）
《昭和處女御伽話》的女主角。華族出身的千金，個性溫柔善感，擅長鋼琴。因為經常在難過時待在枸橘花叢旁哭泣，被仁太郎稱作「枸橘公主」。9歲時母親死於肺結核，父親再娶，開始過著飽受繼母和弟弟欺負的生活，和仁太郎因為境遇相似開始彼此扶持。歷經多重磨難和仁太郎開設民宿兼甜品店，被診斷出罹患肺結核，透過策和珠子協助舉辦婚禮和仁太郎結婚，被受政府徵召從軍的仁太郎託付給策和珠子照顧。第二次世界大戰期間暫停經營民宿兼甜品店，聽聞仁太郎在戰爭犧牲的消息準備喝升汞水尋短，但由於仁太郎已事先預想到這個狀況而故意將瓶裡放著糖水而未能如願。最終和戰後歸來的仁太郎透過策和珠子的協助展開新生活。

#### 其他角色
志磨義心
明治中期經營志磨電影院的業主。仁太郎的祖父兼唯一關心他的親人，後來贈送一台相機給仁太郎。志磨電影院結束營業後，此處便成為仁太郎活動的秘密基地，後來被珠代縱火將電影院燒毀。
常世的繼母
本名不詳。常世的父親再婚對象，非常溺愛兒子但對常世毫無關愛之情，甚至想藉著安排常世的婚姻為自己牟利。期間因為欺負常世，被看不下去的仁太郎為剪斷了的頭髮。後來被珠代利誘設局陷害常世。
黑咲雄一
常世的繼母所生的弟弟，備受母親溺愛，表面對母親聽話，暗地經常對常世使絆子。後來被看不下去的仁太郎困在櫃子裡教訓了一頓。
誠二
服侍珠代和仁太郎的年幼僕人。個性純真，視仁太郎為兄長。後來受仁太郎委託協助送信給常世，遭珠代發現攔截信件後殺害。
莉澤蘿特·梅根多弗（リーゼロッテ・メッゲンドルファー，Liselotte Meggendorfer）
通稱莉澤（リゼ，Lise），家境富有的德裔少女，父親是德國人兼公司社長。個性活潑開朗，平易近人。喜歡洋裝。因為是在日本出生所以起先不會說母語，後來透過學習逐漸學會德語。由於父親的公司和仁太郎的公司有生意往來，被珠代安排給仁太郎照顧，在過程中對仁太郎漸生好感。後來因為經由夕月指導學習西式裁縫術，開始對服裝設計產生興趣，最終於昭和八年前往德國學習服裝設計。
立花月彥
珠彥和夕月的長子，於昭和二年出生。為人懂事貼心，備受珠子疼愛，經常在莉澤試做洋裝的練習對象。在弟妹出生後協助父母擔起照顧弟妹的責任。一家人在第二次世界大戰過後從岩手搬回神戶生活。
立花春希
珠彥和夕月的次子，於昭和七年出生。容貌和兄長月彥相似。一家人在第二次世界大戰過後從岩手搬回神戶生活。
立花珠實
珠彥和夕月的女兒，在珠彥、夕月、月彥和春希搬往岩手期間誕生。一家人在第二次世界大戰過後從岩手搬回神戶生活。
小津
仁太郎和常世在有馬溫泉鄉定居期間附近神社的神主的女兒，身兼巫女的身份。討厭父親以外的男人，害怕鬼怪。因為巫女的身份和認真的個性被學校里的同學疏遠，在仁太郎和常世逃往有馬躲避珠代的迫害期間，和常世成為朋友，為兩人提供幫助。不時抽空探望常世。
千年
常世在有馬定居時打工的溫泉旅館的少掌櫃，七歲時已經能操持旅館事務，將來會繼承旅館。後來還和旅館員工協助仁太郎和常世的民宿兼甜品店開業事宜，親自指點莉澤擔任服務員服務客人的技巧。
國崎信太郎
有馬的民宿老闆，已婚人士。容貌和仁太郎相仿，於於明治三十年六月八日去世。後來其妻女誤將仁太郎當成信太郎，接待他一段時間，最終其妻子因為罹患癌症不久於人世，決定將民宿交給仁太郎經營。
克里斯特·哈托
外籍醫生。為人親切。因為不會說日語，需要透過他人翻譯。受策的委託替罹患肺結核的常世進行治療。

## 出版書籍
大正處女御伽話
| 卷數 | 集英社        | 集英社                 | 東立出版社    | 東立出版社             |
| 卷數 | 發售日期      | ISBN                   | 發售日期      | ISBN                   |
| ---- | ------------- | ---------------------- | ------------- | ---------------------- |
| 1    | 2016年2月9日  | ISBN 978-4-08-880593-1 | 2017年1月16日 | ISBN 978-986-470-979-3 |
| 2    | 2016年6月8日  | ISBN 978-4-08-880725-6 | 2017年8月25日 | ISBN 978-986-470-980-9 |
| 3    | 2016年12月7日 | ISBN 978-4-08-880833-8 | 2018年4月23日 | ISBN 978-986-482-552-3 |
| 4    | 2017年5月7日  | ISBN 978-4-08-881081-2 | 2019年6月4日  | ISBN 978-986-486-546-8 |
| 5    | 2017年10月9日 | ISBN 978-4-08-881160-4 | 2022年4月21日 | ISBN 978-957-260-323-9 |

昭和處女御伽話
| 卷數 | 集英社        | 集英社                 |
| 卷數 | 發售日期      | ISBN                   |
| ---- | ------------- | ---------------------- |
| 1    | 2019年1月4日  | ISBN 978-4-08-881706-4 |
| 2    | 2019年5月2日  | ISBN 978-4-08-881819-1 |
| 3    | 2019年10月4日 | ISBN 978-4-08-882121-4 |
| 4    | 2020年3月4日  | ISBN 978-4-08-882242-6 |
| 5    | 2020年7月3日  | ISBN 978-4-08-882399-7 |

大正處女御伽話-厭世家之食桌-
| 卷數 | 集英社         | 集英社                 |
| 卷數 | 發售日期       | ISBN                   |
| ---- | -------------- | ---------------------- |
| 1    | 2021年11月18日 | ISBN 978-4-08-882807-7 |
| 2    | 2022年3月4日   | ISBN 978-4-08-882882-4 |

## 電視動畫
2020年12月20日，宣佈將會改編為電視動畫。動畫標題為。
2021年10月开始播出，旁白為大林隆介。

### 制作人员
- 原作：桐丘紗奈《大正处女御伽话》（集英社 JUMP COMICS刊）
- 導演：羽鸟润
- 系列构成、劇本：福田裕子
- 角色设计：渡边真由美
- 道具设计：甲藤圆
- 音乐：高梨康治（Team-MAX）
- 美术监督：松本浩树
- 色彩设计：濑户治子
- 摄影监督：坪内弘树
- 编辑：村井秀明
- 音响监督：乡文裕贵
- 音响效果：山田香织
- 音响制作：Bit Grooove Promotion
- 音乐制作人：三轮靖史、渡部祐树
- 音乐制作：波丽佳音
- 动画制作人：三浦俊一郎、藤原和博
- 制作：SynergySP
- 製作：大正處女御伽話製作委員会[6]

### 主题歌
片頭曲
演唱：GARNiDELiA
作词：メイリア
作曲、编曲：toku
片尾曲（第1～11話）
演唱：土岐隼一
作词：RUCCA
作曲：森本練
编曲：ミト(クラムボン)

### 插曲
 （第4、8話）
演唱：（聲：伊藤彩沙）
作词：、Funta7
作曲、编曲：鈴木曉也
（第9、12話）
演唱：（聲：伊藤彩沙）
作词：
作曲、编曲：Funta7
第十二話作為片尾曲使用

### 集數列表
| 集數     | 日文標題 | 中文標題       | 分鏡     | 演出                | 作畫監督                                  | 總作畫監督                       | 首播日期 （2021年） |
| -------- | -------- | -------------- | -------- | ------------------- | ----------------------------------------- | -------------------------------- | ------------------- |
| 第一話   |          | 夕月到来       | 羽鳥潤   | 鈴木孝聰            | 荻原翔子、槙田一章                        | 渡邊真由美                       | 10月8日             |
| 第二話   |          | 珠彥之死       | 杉島邦久 | 奧村吉昭            | 田邊謙司                                  | 田邊謙司                         | 10月15日            |
| 第三話   |          | 黑百合女孩     | 羽鳥潤   | 熊野千寻            | 、 和田裕二                               | 渡邊真由美、 荻原翔子、 槙田一章 | 10月22日            |
| 第四話   |          | 幸福在月光之下 | 杉島邦久 | 鈴木孝聰            | 荻原翔子、槙田一章、吉田肇                | 渡邊真由美                       | 10月29日            |
| 第五話   |          | 九月一日       | 大島博之 | 奧村吉昭、 齊藤秀二 | 岸智惠美、根津壯志                        | 田邊謙司                         | 11月5日             |
| 第六話   |          | 坏女孩         | 杉島邦久 | 平田政宗            | 大豆一博                                  | 渡邊真由美、荻原翔子             | 11月12日            |
| 第七話   |          | 珠彥老師       | 西田健一 | 熊野千尋            | 和田祐二、櫻井木之實                      | 渡邊真由美、槙田一章             | 11月19日            |
| 第八話   |          | 珠彥上學去     | 羽鳥潤   | 鈴木孝聰            | 加藤愛、寺口祐輔、岸智惠美、 根津壯志     | 田邊謙司                         | 11月26日            |
| 第九話   |          | 策和小鳥       | 杉島邦久 | 齊藤秀二            | 今野幸一、荒木園美                        | 渡邊真由美、槙田一章             | 12月3日             |
| 第十話   |          | 夕月去東京     | 西田健一 | 西田健一            | 島崎知美、荻原翔子、甲藤円、 吉田肇、周健 | 渡邊真由美、槙田一章             | 12月10日            |
| 第十一話 |          | 尋找夕月       | 杉島邦久 | 平田政宗            | 大豆一博                                  | 渡邊真由美、槙田一章             | 12月17日            |
| 第十二話 |          | 春之風暴       | 羽鳥潤   | 鈴木孝聰            | 今野幸一、荒牧園美、島崎知美、 吉田肇     | 渡邊真由美、 萩原祥子、 槙田ー章 | 12月24日            |

### 播映平台
| 播放日期      | 播放時間（UTC+9） | 播放電視台 | 播放地區   | 備註 |
| ------------- | ----------------- | ---------- | ---------- | ---- |
| 2021年10月8日 | 每週五 25:53      | 東京電視台 | 關東廣域區 |      |
| 2021年10月8日 | 每週五 26:10      | 大阪電視台 | 大阪府     |      |
| 2021年10月9日 | 每週六 22:00      | BS11       | 日本全國   |      |

| 播放日期      | 播放時間（UTC+8） | 播放電視台        | 播放地區 | 備註 |
| ------------- | ----------------- | ----------------- | -------- | ---- |
| 2021年10月9日 | 每週六 01:53      | 巴哈姆特動畫瘋    | 臺灣     |      |
| 2021年10月9日 | 每週六            | 中華電信MOD       | 臺灣     |      |
| 2021年10月9日 | 每週六            | HamiVideo         | 臺灣     |      |
| 2021年10月9日 | 每週六            | LiTV 線上影視     | 臺灣     |      |
| 2021年10月9日 | 每週六            | MyVideo           | 臺灣     |      |
| 2021年10月9日 | 每週六            | FriDay影音        | 臺灣     |      |
| 2021年10月9日 | 每週六 02:00      | KKTV              | 臺灣     |      |
| 2021年10月9日 | 每週六 01:53      | LINE TV           | 臺灣     |      |
| 2021年10月9日 | 每週六            | Yahoo TV          | 臺灣     |      |
| 2021年10月9日 | 每週六 20:30      | 木棉花YouTube頻道 | 臺灣     |      |
| 2021年10月9日 | 每週六 01:53      | 愛奇藝            | 中国大陆 |      |
| 2021年10月9日 | 每週六            | bilibili          | 中国大陆 |      |

## 外部連結
- 漫畫連載網站 （页面存档备份，存于）（日語）
- 大正處女御伽話的X（前Twitter）（日語）
- 電視動畫官方網站 （页面存档备份，存于）（日語）